# ペラゴニアの戦い
ペラゴニアの戦い（ペラゴニアのたたかい、Battle of Pelagonia またはカストラの戦い (Battle of Kastoria))とは、1259年初夏(初秋)ごろにギリシャ・ペラゴニア平原にて発生した会戦のことである。この戦闘ではニケーア帝国と、エピロス専制侯国・シチリア王国・アカイア公国からなる反ニケーア連合軍が衝突したとされ、東地中海地域の情勢を大きく覆した決定的な出来事の一つとされている。戦後も、ニケーア帝国がラテン帝国の首都コンスタンティノープルを1261年に奪還するまで両陣営の紛争は続いた。
この頃、ニカイア帝国は帝国の首都ニケーアがある小アジアの西側を手中に納め、そこからバルカン半島南部にまで勢力を拡大しており、当時のニカイア皇帝ミカエル8世パレオロゴスはこの勢いに乗って、かつての首都コンスタンティノープルを奪還せんと欲していた。このミカエル8世の野望に危機感を抱き、エピロス専制侯ミカエル2世アンゲロス・コムネノス・アカイア公ギヨーム2世・ド・ヴィルアルドゥアン ・シチリア王マンフレーディはニカイア帝国に対抗するために同盟を結んだ。この戦闘が起きたきっかけはこの同盟である。戦闘の正確な日時・場所を含む詳細な情報は歴史学者の間でも定まっていない。というのもこの戦闘に関する一次資料の中に矛盾が生じてしまっているからだ。現代の歴史学者の多くは、戦闘は7月又は9月に行われ、戦闘場所はペラゴニア平原のどこか、又はカストリア近辺ではないかと考えている。上記の3カ国は反ニカイア連合を構築したものの、その中で唯一のギリシア系国家(つまりはビザンツ帝国の亡命政権)であったエピロス専制侯国とその他のラテン人国家(フランコクラティア)との間にあった確執・対抗意識が戦闘に近づくにつれて表面化し、(又はニカイア帝国のスパイがそうさせたとも。)反ニカイア連合軍は統制が取れずにいた。この確執の結果、エピロスを率いていたミカエル2世はラテン系国家(アカイア公国・シチリア王国)を見放して戦闘前日に撤退。彼の落とし子ヨハネス1世ドゥーカスに至ってはニカイア陣営に鞍替えした。残されたアカイア・シチリア両軍はその翌日の戦闘でニカイア帝国軍によって打ち破られ、ヴァルアルドゥアンを含む多くの貴族がニカイア帝国の捕虜となった。
この戦闘により、1261年、ニカイア帝国は主だった障壁なくコンスタンティノープルを奪還し、ビザンツ帝国を復活させることに成功した。またニカイアはエピロス・テッサロニキをも征服した。(しかしながらミカエル2世により再び奪還された。) 1262年、アカイア公国の筆頭領主でありペラゴニアの戦いで敗れたのちに帝国の捕虜となっていたギヨーム・ド・ヴィルアルドゥアンが釈放され、代わりにモレア半島の南東部にあった３つの砦がアカイア公国からニカイア帝国に引き渡された。この３つの砦はニカイア帝国のギリシア半島制圧に向けた橋頭堡となった。その後もニカイア帝国は少しずつ少しずつ拠点となる砦などを確保していっことで、翌世紀にはギリシア半島を完全に制圧。新たにモレアス専制公領が設立された。

## 背景
1204年、西洋では新たな十字軍遠征が計画されていた。当初この遠征の攻略目標はアイユーブ朝の首都カイロとされていた。しかし資金面の問題とヴェネツィア共和国の思惑により遠征対象が変わり、同じキリスト教国であるビザンツ帝国が目標となってしまった。当時のビザンツ帝国は皇位継承をめぐり皇族同士で争っており、それに乗じてフランク人主体の十字軍はビザンツ帝国を乗っ取った。( 詳しくはコンスタンティノープル包囲戦 (1204年)・第4回十字軍を参照 ) コンスタンティノープルを追い出されたギリシア系ビザンツ皇族は帝国各地に散らばり亡命政権を立てた。その中でも、小アジア西部を領したニカイア帝国、ギリシア西部を領したエピロス専制侯国の２つが有力となり、互いに旧都コンスタンティノープル奪還を目指して競い合っていた。ニカイア帝国は着実に勢力を拡大し、ヨハネス3世ドゥーカス・ヴァタツェス帝の頃にはマケドニアを併合した 。ヴァタツェス帝の北ギリシャ併合により、マケドニア西部に位置するペラゴニア地方にてニカイア帝国・エピロス専制侯国は国境を接することとなった 。
1254年、ニカイア皇帝ヴァタツェスが死去。これに伴い、エピロス専制侯ミカエル2世はアルバニアで発生したニカイア帝国に対する反乱を支援しニカイア帝国に侵攻を開始した。彼はプレリプの砦やニカイア帝国の地方統治者、またのちのち有名な歴史家となるゲオルギオス・アクロポリテスを拘束した 。しかしシチリア国王マンフレーディが自身の軍勢を引き連れてアルバニアに上陸しケルキラ島を含むアルバニアの大部分を制圧したことで、ミカエル2世はテッサロニキ侵攻の中断を余儀なくされた。(マンフレーディはかつてのノルマン人シチリア王のように、バルカン半島並びにコンスタンティノープルを征服するという野望を持っていたため侵攻したとされる。)マンフレーディはギリシア侵攻のおり、彼の妹でヴァタツェスの未亡人、コンスタンスが侵攻に強く反対したとされたことで侵攻を一時停止したとされる。又、ミカエル2世は自身の長女ヘレナ・アンゲリナ・ドゥーカイナをマンフレーディに嫁がせ、ケルキラ島・アルバニアをその持参金としてマンフレーディに差し出すことで、マンフレーディと軍事同盟を締結した。続いてミカエル2世は自身の次女Anna Komnene Doukainaをラテン人アカイア公ギヨーム2世・ド・ヴィルアルドゥアンに嫁がせて南バルカンからギリシア半島にかけて、広く反ニカイア同盟を構築した。当時、ギヨーム2世はギリシアに多く存在したラテン人公爵らの上位君主として君臨していたため、アテネ公なども配下に収めていた。そのため彼がエピロス侯ミカエル2世と同盟したことでギリシア半島の諸侯は全て反ニカイア同盟に与することとなったのだった。ミカエル2世は他にも、セルビア王国の国王ステファン・ウロシュ1世を支援して自領の背後を固めた。一方、ヴァタツェス帝の跡を継いで第3代ニカイア皇帝となったテオドロス2世ラスカリスはブルガリア帝国皇帝コンスタンティン・ティフを支援して自身の娘Ireneをコンスタンティンに嫁がせた。テオドロス2世はこのままエピロスに戦争を仕掛けることもできたのだが、彼は戦争前に病死し、ニカイア皇帝は彼の幼い息子ヨハネス4世ラスカリス( 当時8歳 )が継いだ。エピロスとの戦争はこのヨハネス4世に託されたはずだった。しかし、ヨハネス4世はまだまだ幼かったため、彼の摂政ミカエル8世パレオロゴスが全ての権力を握り、初めは摂政として、のちには共同皇帝としてニカイア帝国の軍事・内政などを自分の意のままに操るようになった。

## ニカイア帝国のエピロス侵攻

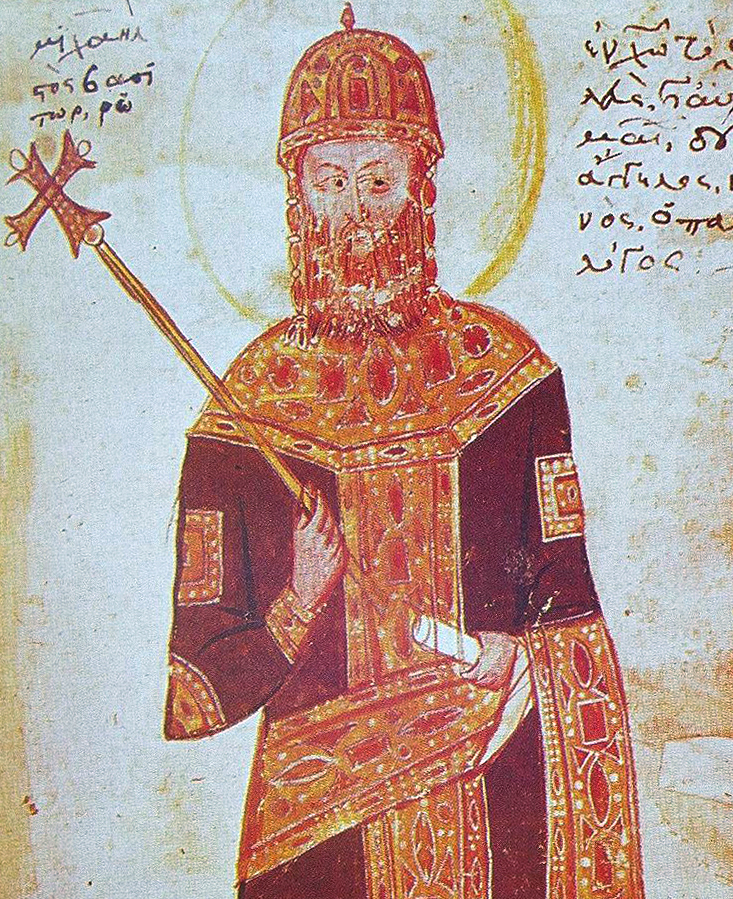
Miniature portrait of Michael VIII Palaiologos in full regalia

ミカエル8世がニカイア帝国にて権力を握った頃、帝国は敵対する十字軍国家群に囲まれていた。ビザンツ研究の第一人者ドナルド・ニコル氏によれば、反ニカイア連合の勢力範囲は広がりつつあり、テッサロニキのみならず、コンスタンティノープルそのものが危機に晒されていたとされる。ミカエル8世は共同皇帝に就任すると、ニカイア帝国の都ニケーアに留まることなく、1258年秋には、帝国軍をマルマラ海を超えてバルカン半島には向けて進軍させた。この軍勢は上級貴族として帝国に仕えていた弟のヨハネス・パレオロゴス、メガス・ドメスティコス ( 帝国軍の2番手の総司令官 ) の立場にあった重臣アレクシオス・ストラテゴポウロスらが軍を率いていた。ニカイア帝国軍はそのままマケドニアにて越冬し、現地で民兵を徴募し自軍に加えた。またこれと同時に、ミカエル8世は反ニカイア連合の主力3国家(エピロス専制侯国・アカイア公国・シチリア王国)に対してそれぞれに別々の使者を派遣し、3者を仲違いさせて連合を内部崩壊させようと試みた。しかしこの企みは失敗に終わり、反ニカイア連合はニカイア帝国の進撃を食い止めるためにより協力を深めることとなった 。
1259年春、ニカイア軍は進撃を開始し、エグナティア街道に沿って急ピッチで西進した。この時エピロス侯ミカエル2世はカストリアに陣を構えていたのだが、意表を突いたニカイア軍の急進によって撤退を余儀なくされた。ニカイア軍がエデッサの山道を越えた頃にはミカエル2世は陣を捨て、エピルス軍と共に慌ててピンドス山脈を山越えし、シチリア王マンフレーディが制圧したアルバニアの都市ヴロラに逃げ込んだ。撤退途中の両者は、この地ででマンフレーディとミカエル2世の娘ヘレナとの結婚の約束を取り決め、1259年6月2日、イタリアの都市トラーニにて挙式した。エピロス侯国軍は日に夜を注いで撤退したとされ、ピンドス山中で多くの犠牲者を出したと伝わっている。エピロスが撤退している中、ニカイア軍はオフリド・デヴォルをはじめとする諸都市を制圧した。

## 両者の軍勢

### エピルス・アカイア・シチリア連合
エピルスは上述の通り、ペラゴニアの戦い以前に多くの領地を失ったが、その後エピロスの同盟者であるラテン系国家が援軍としてエピロスの元に集結した。しかしシチリア王マンフレーディは直接ギリシアに援軍に赴くことはなかった。というのも、当時イタリア半島にて教皇とローマ皇帝との間に紛争が起きており、マンフレーディはそれに加担していたためにギリシア方面にも戦争を構える余裕がなかったのだ。彼は代わりに400人ほどの精鋭ドイツ人騎士をギリシアに派遣し、ミカエル2世の援軍とした。マンフレーディとは対照的に、アカイア公ギヨーム2世は積極的にエピロスに援軍に赴いた。モレア年代記(フランス語・ギリシア語翻訳版)によると、ギヨーム2世はアカイア公として、自身の配下にあるフランク系十字軍国家(アテネ公国・ネグロポンテ公国・ナクソス公国)の軍勢を取りまとめたという。アカイア軍はナフパクトスよりコリンティアコス湾を渡り、ピンドス山脈を超えて他のフランク系諸国の軍勢と合流する前に、エピロス専制侯国の首都アルタに入城した 。一方、エピロス侯ミカエル2世は自身の長男ニケフォロス・落とし子ヨハネス1世と共に軍勢を率いて、ラテン人らの援軍を待っていたとされる。(ヨハネス1世は多くのヴラフ人を従えていた。) また、アラゴン語版のモレア年代記によると、ギヨーム2世は8,000人の重装部隊・12,000人の軽装部隊に加え20人の公・伯・領主を従え、ミカエル2世は8,000人の重装部隊・18,000人の軽装部隊を従えていたとされる。(しかしこの数字は大幅に誇張されたものであると現代の歴史家の中で広く認識されている。

### ニカイア帝国
ニカイア帝国軍は、ギリシア本土の軍勢だけでなく、小アジア・マケドニア・トラキアからの分遣隊並びに傭兵によって構成されていた。(実際、軍の大半は傭兵であった。)年代記には、選ばれし300人のドイツ人騎士・選び抜かれた1,500人のハンガリー人騎馬弓兵・優れた600人のセルビア人弓兵 、そしてブルガリア人騎馬隊に加えて、1,500騎のトュルク人騎馬隊と2,000騎のクマン人騎馬隊 さえもニカイア帝国軍に参加していたと記載されている。(しかしながら、ドイツ人騎士を率いていた公に時代的矛盾が生じていることや、他の年代記との内容誤差が生じていることから正確性は担保されていない。詳しくは、en:Battle of Pelagonia#Differences in the sourceを参照のこと。)

## 戦闘
13世紀の歴史家アクロポリテスはペラゴニアの戦いはボリルの森で行われたと書き記している。ニカイア軍は反ニカイア連合軍より数的に劣勢だったため、戦術で巻き返すしか方法がなかった。そこでニカイア軍は、反ニカイア連合軍の弱点である『連携の弱さ』に目をつけた。というのも、反ニカイア連合の一翼を担っていたエピロスは他のギリシャ人と同様、フランク人らを信用せず、憎んでいた。そもそもこの戦乱は、第4回十字軍でフランク人・ラテン人主体の十字軍がギリシャ人の帝国を滅ぼしビザンツ領に十字軍国家を乱立させたのが原因であり、またエピロス専制侯国・ニカイア帝国は共にビザンツ帝国の亡命政権である。そのエピロスとニカイアの両亡命国家は両者ともに正当なビザンツ帝国の継承国家であると自負し対立していたがためにエピロスは渋々周辺のフランク人らと同盟しただけであり、完全・強固な同盟とは言い難いものであった。また、エピロス・ニカイアはギリシャ正教、ラテン人・フランク人はカトリック教を信奉しており、宗教の違いからも対立が生まれていた。それゆえフランク人らも両者の信仰する宗教間の対立によりギリシャ人の国であるエピロス専制侯国(無論ニカイア帝国もだが。)を毛嫌いしていた。それゆえ反ニカイア連合はあまり盤石なものではなかったとされる。
ニカイア帝国軍を率いていたヨハネス・パレオロゴス (ミカエル8世の弟)は、上述のような劣勢下に置かれているために反ニカイア連合軍との決戦を避けつつ、連合軍の連携を揺さぶり敵をすり減らし士気を下げる工作を行った。歴史家アクロポリテスによれば、この作戦はニカイア皇帝ミカエル8世(ヨハネス・パレオロゴスの兄でもある)がヨハネスに対して遠征前に授けていた助言によるものであるとしている。この作戦に従ってヨハネスは重装部隊に防御に適した小高い丘を占領させた。そしてクマン人・トュルク人・ギリシア人から成る軽装部隊には連合軍に対して、繰り返し襲撃をさせたり、水を与えてる途中の軍馬を荒らしたり、補給部隊から食糧などを略奪させたりすることで、連合軍の士気を下げて苛立たせた。度重なるニカイア軍からの襲撃によりエピロス軍は士気を喪失し、エピロス侯ミカエル2世は軍をプレリプまで撤退させた。ミカエル2世と共にエピロス軍を率いていた彼の落とし子、ヨハネス1世に至っては、反ニカイア連合から脱退し、連合を裏切った上でニカイア軍に参加した 。

しかし、14世紀のビザンツ人歴史家ニケフォロス・グレゴラスによれば、ミカエル2世が連合軍を裏切ったのはヨハネスの策略に引っかかったからであると指摘している。ヨハネスはエピロス軍の軍営にニカイア軍の脱走兵に見立てた間者を送り込み、フランク人らがニカイア軍と内通してお金のためにエピロス侯を裏切るつもりである、という虚偽の知らせをエピロス侯に伝えさせた。その後周りのものに説得されたミカエル2世は即集められるだけの軍勢を率いて陣を引き上げた。そして残されたエピロス軍兵は散り散りになって逃走した とグレゴラスは記している。またビザンツ帝国の歴史家の1人、パチメレスはまた違った内容の記述を残している。彼はヨハネス1世が連合を見捨てた理由として、『アカイア公国軍の騎士の1人がヨハネス1世のワラキア人の美人な妻を無闇に欲しがり、それを注意したアカイア公ギヨーム2世がヨハネス1世の出自について馬鹿にしたことでヨハネス1世が怒ってしまった』ことを挙げている。その後ヨハネス1世はニカイア帝国軍司令官ヨハネス・パレオロゴスと交渉し、ミカエル2世と異母兄の身の安全を保障するという条件を引き出したのち夜のうちにニカイア軍に投降したと伝わる。パチメレスの記した『ギヨーム2世がミカエル2世の落とし子であるヨハネス1世を馬鹿にした』という記述はのちにMarino Sanudoによって立証されている。
この戦いまでの出来事の一連の流れがどのようなものであったにせよ、翌日の朝、エピロスの夜半の撤退がラテン人に知れ渡った頃にはもはや時すでに遅し。ラテン人は逃げることができる状況ではなかった。パチメレスによれば、ニカイア軍はエピロスの撤退の翌日の朝には連合軍に攻撃を仕掛け、前日に裏切ったヨハネス1世はラテン軍の背後から攻撃を仕掛けたという。その後多くのラテン兵は殺害され、生き残った者の大半はニカイア帝国に捕虜として扱われた。グレゴラスによれば、たった4人のニカイア軍高官に対して400人ものドイツ人騎士たちが降伏したという。アカイア公自身は、干し草の山・もしくはカストリアの灌木に紛れて隠れているところを発見され、他のアカイア軍の指揮官ともどもニカイア帝国の捕虜になったという 。
モレア年代記にはまた異なる記述が残されている。(しかしながらここにも誤りが存在し、ニカイア軍の司令官をヨハネス1世、またエピロス軍を率いていたのはニケフォロスであったと誤記している。)年代記によれば、ニカイア軍は野営地で多くの火を焚き、牛を使って大群が行軍しているかのように見せることで連合軍に恐怖を抱かせようとしたそうだ。そして連合軍の本陣に忍びを差し送り、大軍のニカイア帝国軍が接近しつつあるという虚偽の情報を広めさせた。これによりエピロス軍は撤退した。ニカイア兵たちはこれを喜び、士気を高めることができた。そしてアカイア公軍の前に立ちはだかった。アカイア軍はニカイア帝国軍の前衛に布陣していたドイツ人騎士部隊を崩壊させようと突撃を試みたが、ニカイア帝国軍のハンガリー・クマン人の騎馬弓兵によって射落とされ、結局ニカイアに降伏せざるを得なかった。

## その後

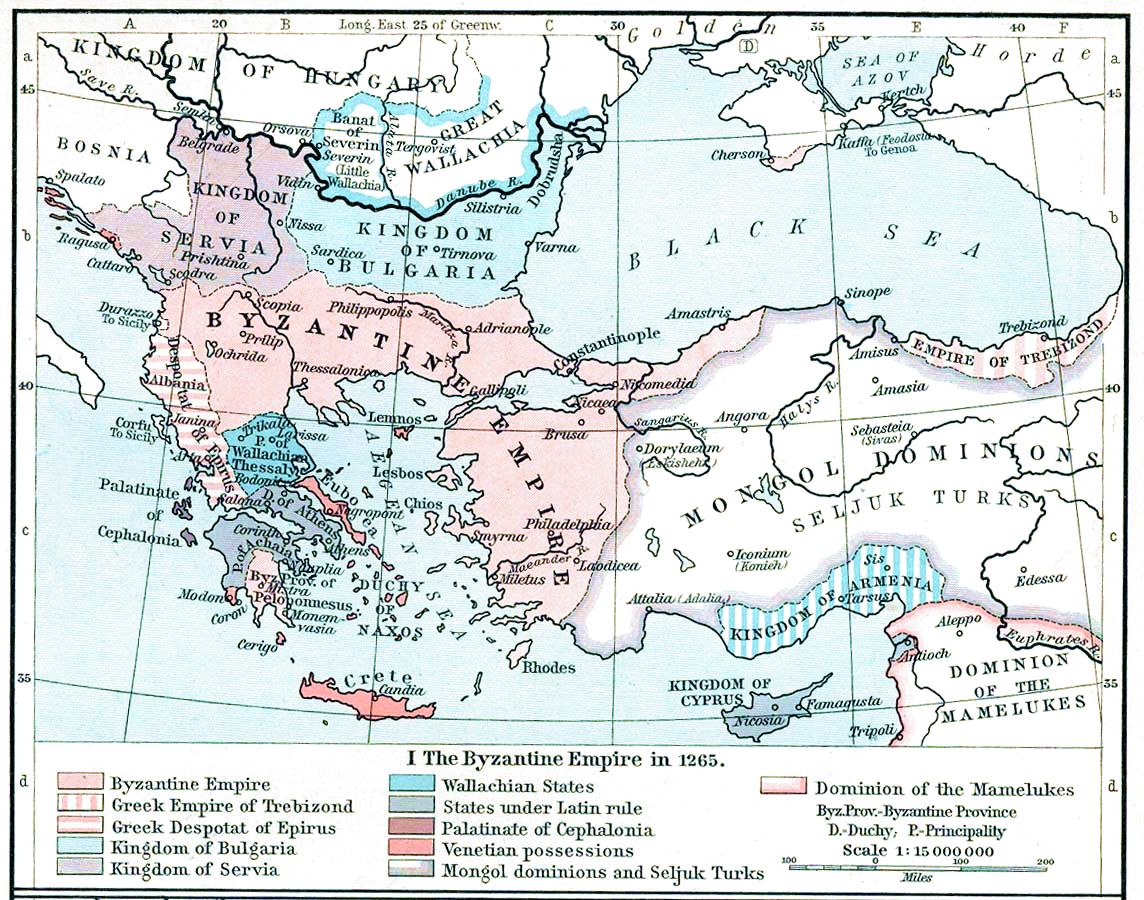
1265年のビザンツ帝国とその周辺の地図

ペラゴニアの戦いは続くバルカン史に於いて重要な出来事となった。この戦闘でエピロス・ラテン同盟が崩壊したことにより、ニカイア帝国のコンスタンティノープル奪還を遮るものは無くなった。そして1260年、ミカエル・パレオロゴス率いるニカイア帝国軍はコンスタンティノープルを攻撃した。当時コンスタンティノープルには、ペラゴニアの戦いでラテン帝国の捕虜となってしまったニカイア帝国の騎士の1人が幽閉されており、それに命じてコンスタンティノープル城壁の門を開けさせてニカイア帝国軍を城内に引き入れるという手筈になっていたのだ。しかしながらこの企みは失敗に終わり、ニカイア帝国はコンスタンティノープルを奪還することはできなかった。彼らはその後ガラタ砦を攻撃したが目立った戦功はなかった。翌年の1261年6月25日、ニカイア帝国の将軍アレクシオス・ストラテゴポウロスにより、ほぼ偶然にしてコンスタンティノープルの攻略が完遂された。これによりパレオロゴス家はビザンツ帝国を再興させた。
ニカイア帝国のペラゴニアでの勝利によりパレオロゴス朝ビザンツ帝国はギリシア方面に領土を拡大させることに一時的ながら成功した。ヨハネス・パレオロゴスはテッサロニキ・テーベに侵攻し、それと同時にアレクシオス・ストラテゴポウロスらはエピロスの勢力を削ぐためバルカン半島に侵攻した。ストラテゴポウルスらはピンドス山脈を越えてヨアニアを包囲させつつ自身はエピロス専制侯国の首都アルタを陥落させた。ミカエル2世は首都の陥落を受け、ケファロニアに逃げ込まざるを得なかった。アルタでは、ストラテゴポウルスらはエピロスに囚われていたニカイア人らを解放したとされ、その中にはたびたび登場した歴史家アクロポリテスも含まれていたという 。しかしニカイア帝国の快進撃は長くは続かなかった。アルタ陥落の翌年、ミカエル2世はイタリア人傭兵を引き連れアルタに上陸し、(自身の落とし子でペラゴニアの戦いの折にはニカイア帝国側に鞍替えした)ヨハネス1世をはじめとする多くのエピロス住民らがミカエル2世に味方した。エピロス軍はニカイア軍を追いやり、バルカンを再びエピロスの勢力下に置いた。この時、歴史家のアクロポリテスは再びエピロスの捕虜となり、幽閉されたという。
一方、ペラゴニアで大敗を喫したアカイア公国は甚大な損害を被り、多くの兵士・貴族たちを失った。アカイア公ギヨーム2世自身に至っては、血縁の貴族たちと共にニカイア帝国に囚われていた。結果として無防備となったギリシア・モレア半島はニカイア帝国の思うがままになっていた。1262年初期ごろ、ニカイア皇帝(ビザンツ皇帝)は『アカイア公国のいくつかの砦をビザンツ帝国に明け渡し、ビザンツ皇帝の宗主権を認める』という条件のもとでギヨーム2世らを解放した。ギヨーム2世は解放されるとモエンバシア・ミトラス・マニの砦・地域をビザンツ帝国に明け渡した。その後もビザンツ帝国はアカイア公国に対して圧力をかけ、度重なる失敗にもかかわらずビザンツ帝国はアカイア公国に対して有意な立場を保ち続けた。そしてビザンツ帝国はアカイア公国の領地に、新たにモレア専制侯領を設置し、それから15世紀にオスマン帝国により滅ぼされるまでの間、ギリシアでビザンツ文化が大いに栄え、繁栄したという。

## ノート
1. ↑  The Greek and French versions of the Chronicle of the Morea are in agreement, whereas the later Aragonese and Italian versions give exaggerated numbers.[21]
2. ↑  A remarkable assertion, given the close relations of the Serbian king with the anti-Nicaean alliance. Kenneth Setton suggests that rather than a royal army, it may instead have been "some disaffected Serbian nobleman [...] with his own followers" who joined the Nicaeans on his own account.[21]